# 瑪莉亞·葛莫利
瑪莉亞·葛莫利（英語：Maria Gomori，1920年5月25日—2021年12月10日），出生於匈牙利布達佩斯的猶太人，1956年匈牙利革命期間搬到加拿大曼尼托巴省溫尼伯，是家庭輔導（亦稱：家族治療）領域的先驅，她為社會工作的專業教育領域做出極大的貢獻，尤其是使用維琴尼亞·薩提爾所發展的薩提爾模式（The Satir Model）作為心理諮商的基礎，在全世界推展的很多的教育培訓計劃、工作坊。2004年瑪莉亞·葛莫利女士被溫尼伯市評為「健康和保健領域」的傑出人士，同年她服務的聖博尼法斯醫院研究中心，以她的名義創設「瑪莉亞·葛莫利講座」，表彰她對於心理健康的投入、貢獻和成就。

## 生平
瑪莉亞·葛莫利在1940年代時，家鄉布達佩斯遭到納粹德國的入侵，二次世界大戰之後仍不得平靜，1956年的匈牙利革命，被迫舉家搬遷到加拿大的溫尼伯定居，當時身無分文也沒有家當，一切重新開始，因此她開始踏入社會工作和心理學的領域。
瑪莉亞·葛莫利在法國索邦大學獲得經濟學學士學位，定居於加拿大之後就讀曼尼托巴大學的研究所，畢業後取得社會工作專業碩士（M.S.W），瑪莉亞·葛莫利為聖博尼法斯醫院的精神科住院醫師，制定了一套家族治療的培訓計畫，而她自己也在這個醫院擔任了14年的心理師和社工科主任直到退休，之後退而不休持續在世界各地演講、開設研討會、開設工作坊，她一直是一位私人職業的心理師，同時也是曼尼托巴大學醫學院精神病學系的副教授，同時也是美國婚姻與家庭治療協會（AAMFT）的臨床會員、認證教師，她和維琴尼亞·薩提爾密切合作廿餘年，直到過世之前都是薩提爾模式的心理教育推廣者。
瑪莉亞·葛莫利於2021年12月10日在溫尼伯安樂死，享年101歲。

## 著作出版物[6]
- 1998年 《薩提爾的家族治療模式》作者群：Virginia Satir， John Banmen， Jane Gerber， Maria Goromi
- 2002年 《Passion for Freedom: Maria's Story》
- 2006年 《The Satir Model: Family Therapy and Beyond》　作者群：Virginia Satir， John Banmen， Jane Gerber， Maria Goromi
- 2009年 《心靈的淬鍊─薩提爾家庭重塑的藝術》（PERSONAL ALCHEMY：THE ART OF SATIR FAMILY RECONSTRUCTION）張老師文化
- 2014年 《Passion for Freedom: The Life of Maria Gomori》
- 2015年 《Satir Family Therapy in Action》
- 2015年 《愛與自由：家族治療大師瑪莉亞．葛莫利傳》張老師文化